# Pedro Abrunhosa
 (février 2025).
Si vous disposez d'ouvrages ou d'articles de référence ou si vous connaissez des sites web de qualité traitant du thème abordé ici, merci de compléter l'article en donnant les références utiles à sa vérifiabilité et en les liant à la section « Notes et références ».
Pedro Machado Abrunhosa (20 décembre 1960, Porto, Portugal) est un compositeur-interprète portugais, fondateur de l'école de jazz de Porto.

## Biographie
Issu d'une famille bourgeoise et francophile de Porto, Pedro Abrunhosa débute la musique au conservatoire. À 16 ans, il étudie l’analyse musicale, la composition et l’histoire de la musique avec les maîtres Álvaro Salazar et Jorge Peixinho à l'école de musique de Porto. Abrunhosa continue au conservatoire de Cândido Lima et est invité à rejoindre le groupe de musique contemporaine de Madrid, du compositeur Enrique X. Macias, avec qui il a donné certains spectacles dans toute la péninsule ibérique.
Pedro Abrunhosa entre dans la musique par la voie érudite et académique. Lorsqu’il se tourne vers le jazz, l'artiste portuan étudie et joue avec Todd Coolman, Joe Hunt, Wallace Rooney, Gerry Nyewood et Steve Brown, avant de poursuivre avec Adriano Aguiar et Alejandro Erlich Oliva, ses deux maîtres en contrebasse. Abrunhosa habite Porto et suit ses cours de contrebasse en banlieue de Lisbonne ; il approfondit alors sa connaissance du jazz. Abrunhosa a collaboré avec des figures de proue de ce genre musical telles que Paul Motion, Bill Frisell, Joe Lovano, David Liebman et Billy Hart.
Quelques années plus tard, Pedro Abrunhosa commence à enseigner la contrebasse à l’école du Hot Club de Lisbonne. Il fonde ensuite l’École de Jazz de Porto, et y enseigne. Contrairement à beaucoup, son parcours musical fut d’abord complexe, très académique et classique puis se simplifia. Abrunhosa a opéré un retour à l’essence des choses, à l'essence de la musique, du rythme. Et cela passe par les musiciens dont il s'entoure : Abrunhosa réunit ses meilleurs élèves dans un groupe qu'il nomme la Cool Jazz Orchestra ; dans un second temps, il sélectionne les meilleurs de la Cool Jazz Orchestra pour former la Máquina do Som et, enfin, avec les meilleurs éléments encore, il monte le groupe avec lequel il travaillera sur ses premiers albums : Os Bandemónio.
C’est le début de l’épopée : l'album Viagens (« Voyages » en français) sort en mai 1994. Un disque de jazz, rempli de funk. Pour ce premier disque, Pedro Abrunhosa s'est inspiré de ses propres voyages, lui qui parcourt l'Europe depuis l'adolescence en autostop, puis avec sa Renault 4L d’occasion. Pour Viagens, Abrunhosa convie, au culot, le saxophoniste américain Maceo Parker, éternel compagnon de James Brown et de Prince. Ce dernier se montre intéressé et prend l'avion pour Porto. Alors qu'il ne devait enregistrer que quelques morceaux (pour des raisons contractuelles), Maceo Parker se retrouve à jouer dans tous les titres de l'album (car sa manager, Natasha Maddison, garante du bon déroulement des enregistrements, s'endort dans les studios à cause du décalage horaire). Les solos de saxophone alto de Maceo Parker sur Não Posso Mais, Não Tenho Mão Em Mim ou encore Viagens sont devenus iconiques au Portugal. Avec Viagens, Pedro Abrunhosa connaît un franc succès. Il devient une véritable idole adulée par des groupes de fans, la première vedette portugaise. Abrunhosa incarnait brutalement une liberté de ton dans l'industrie musicale du Portugal ; pour rappel, les Portugais n'étaient un peuple libre que depuis 20 ans (la révolution des Œillets avait eu lieu en avril 1974). Il chantait le sexe, le monde de la nuit, la drogue sur des airs jazz-funk. Viagens a sonné comme une libération, un renouveau.
En 1995, il sort le maxi-single provocateur F avec le titre Talvez Foder - que l'on peut traduire par « Peut-être niquer ». C'est l'un des morceaux, sous couvert de trivialité, les plus politiques d'Abrunhosa. On peut notamment y entendre : 
« Há mortos na Palestina, E há feridos em Israel, Conversações que não saem do papel, E eu e tu o que é que temos que Fazer? Talvez Foder! Talvez Foder! (…) Há fascistas em Berlim e em Moscovo. É o discurso que de velho se faz novo. E eu e tu o que é que temos que Fazer? Talvez Foder! Talvez Foder! »
Traduction :
« Il y a des morts en Palestine, Et il y a des blessés en Israël, Des conversations qui sans cesse se répètent, Et toi et moi, que devons-nous faire ? Peut-être niquer ! Peut-être niquer ! (…) Il y a des fascistes à Berlin et à Moscou. C'est un vieux discours qui redevient jeune. Et toi et moi, que devons-nous faire ? Peut-être niquer ! Peut-être niquer ! »
Face aux horreurs du monde, que nous reste-t-il donc à faire ? Voilà la question que nous pose Abrunhosa dans Talvez Foder. Il nous invite alors, de façon provocatrice, à « niquer ».
En 1996, son deuxième album Tempo se vend à 80 000 exemplaires en seulement une semaine. Pour ce deuxième opus, Abrunhosa traverse l'Atlantique et enregistre à Paysley Park avec les New Power Generation de Prince. Le fadiste Carlos do Carmo et le rockeur Rui Veloso participent à ce deuxième album. Le tube de Pedro Abrunhosa Se fosse um dia o teu olhar provient de Tempo. Cette chanson sert de bande originale au film Adam et Eve réalisé par Joaquim Leitao, en 1995. Une version française est sortie en 1998, Si je voyais à travers tes yeux dans une compilation avec d'autres titres en français ; une version qu'aujourd'hui Abrunhosa rejette, et n'assume plus.
En 1999, le réalisateur Manoel de Oliveira choisit les chansons de Abrunhosa pour son film La Lettre (Prix du Jury à Cannes). Le chanteur joue d'ailleurs son propre rôle dans cette adaptation cinématographique de La Princesse de Clèves de Madame de La Fayette. Sa partenaire de jeu est Chiara Mastroianni.
En 1999 sort aussi l'album Silencio qui se veut être un album de rupture ; c'est, à ce jour, l'album qui s'est le moins bien vendu, avec 40 000 exemplaires. En 2002, Abrunhosa tourne définitivement la page jazz-funk, et s'inscrit dans le pop-rock. Il sort l'album Momento dont le clip du titre éponyme Momento a été réalisé par Manoel De Oliveira. Pedro Abrunhosa ayant écrit et composé Momento en hommage à son frère, mort à la suite de problèmes d'addictions. Pendant longtemps, Momento sera le titre le plus joué sur les radios au Portugal.
Le 20 avril 2005, Pedro Abrunhosa inaugure la Casa da Música à Porto : une salle de spectacle (qui héberge trois orchestres l'Orquestra Nacional do Porto, l'Orquestra Barroca et Remix Ensemble) conçue par l'architecte néerlandais Rem Koolhaas, en collaboration avec l'acousticien Renz Van Luxemburg. À cette occasion, Abrunhosa enregistre un album live, Intimidade. Cette année-là, Pedro Abrunhosa crée son propre studio d'enregistrement, à Porto : le Boom Studios. Un espace qu'il désigne comme une « cathédrale de silence », essentiel à son processus de création.
L’année 2010 marque un tournant dans l'œuvre de Pedro Abrunhosa. Il se sépare définitivement des Bandemónio, forme les Comité Caviar (avec Cláudio Souto - le seul musicien des Bandemónio qui ai été invité à rester - Marco Nunes, Miguel Barros, Paulo Praça et Pedro Martins) et s'associe au producteur João Bessa. Sa volonté : se renouveler. Viendront les albums Longe (2010), Contramão (2014) et Espiritual (2018).
Longe (« Loin » en français) est le sixième album de Pedro Abrunhosa, son premier donc avec les Comité Caviar. Un opus intimement inspiré du rock américain de Tom Petty et Bob Dylan. Le critique João Bonifácio, pour l'hebdomadaire Ípsilon, écrit que « Longe, c'est l'Amérique des bords de route, un funk avec un riff puissant, des orgues Hammond, des guitares slide, des ballades occasionnelles, des chœurs, des cuivres, tout. Mais quand Abrunhosa chante, mon Dieu… ». Davide Pinheiro, pour Disco Digital, commente que « Pedro Abrunhosa publie le meilleur album depuis Viagens. Un album aux tons américains dans lequel les Comité Caviar sont essentiels ».
Contramão (décembre 2013) est le septième album de Pedro Abrunhosa, son deuxième avec les Comité Caviar. Il est devenu disque de platine moins de deux mois après sa sortie. L'album a été récompensé par le prix Pedro Osório de la Société Portugaise des Auteurs et par un Globo de ouro de la meilleure musique pour Para os Braços da Minha Mãe (sur l'émigration et la douleur de l'exil) interprétée en duo avec le fadiste Camané.
En 2018, Pedro Abrunhosa publie Espiritual. Dans cet opus, il invite des artistes comme Carla Bruni, Ney Matogrosso ou encore Lucinda Williams.
Pedro Abrunhosa a été distingué par de nombreuses autres récompenses : 2 Globos de Ouro, le prix Bordallo de la presse, 4 prix Blitz, la médaille d'or du mérite culturel décernée par la municipalité de Gaia, le prix SPA - Pedro Osório, 4 prix Nova Era, le prix Play Vodafone, le prix de prestige Nova Gente, le prix du meilleur compositeur RCL, le prix du Téléphone mobile d'or, le prix Arco-Íris de l'ILGA et le prix Radio Alvor.
En 2024, le journal Expresso/Blitz (et un jury de 170 professionnels) a considéré Viagens comme le meilleur album portugais de ces 40 dernières années.

## Discographie
- 1994 : Viagens
- 1995 : F (Maxi single)
- 1996 : Tempo
- 1997 : Tempo (Remix + Versions françaises)
- 1999 : Silêncio
- 2002 : Momento
- 2003 : Palco (album-live)
- 2005 : Intimidade (album-live)
- 2007 : Luz
- 2010 : Longe
- 2011 : Coliseu (album-live)
- 2013 : Contramão
- 2018 : Espiritual

## Filmographie
- 1999 : La Lettre, de Manoel De Oliveira

## Prix obtenus durant sa carrière
[réf. souhaitée]
- 2 Globos de ouro :

1. en 1997, pour la meilleure chanson de l'année « Se fosse um dia o teu olhar »
2. en 2003, pour la meilleure chanson de l'année « Momento »

- Prix Bordallo de Imprensa
- 4 prix BLITZ
- 4 prix Nova Era
- Prix Prestige Nova Gente
- Prix de la meilleure Bande originale en Espagne
- Prix du meilleur compositeur pour la RCL